# Instituto de Radioastronomía de la Pontificia Universidad Católica del Perú
El Instituto de Radioastronomía (INRAS-PUCP) es un centro de investigación peruano y unidad académica de la Pontificia Universidad Católica del Perú, cuya finalidad es el desempeño académico y la investigación en los temas de Radiociencia y Ciencia e Ingeniería Espacial.

## Áreas de investigación
El INRAS cuenta con tres áreas principales de investigación y desarrollo: Satélites, Ciencias de la Tierra Sólida y Radioastronomía y Astrofísica.

### Satélites
Entre sus principales proyectos, el INRAS se encargó de la elaboración de los dos primeros satélites peruanos: PUCP-SAT-1 y Pocket PUCP. Esta área incluye el desarrollo de futuros satélites, más complejos y destinados principalmente a investigación.

#### PUCP-SAT-1
El PUCP-SAT-1 es un nanosatélite CubeSat elaborado en el INRAS con fines académicos y de investigación. Entre sus principales objetivos está la toma de fotografías, pruebas de funcionamiento de un sistema de estabilización basado en micro ruedas, investigación para el diseño térmico de futuros satélites, comunicaciones intersatelitales y el lanzamiento de un femtosatélite desde su interior. Es reconocido por ser el primer satélite peruano. Fue lanzado y puesto en órbita el 21 de noviembre de 2013 desde el cosmódromo de Yasny en Rusia a bordo del Dnepr-1, haciendo ingresar al Perú a la era espacial.

#### Pocket-PUCP
El Pocket-PUCP es un femtosatélite (peso inferior a 100 gramos) elaborado en el INRAS con fines de investigación. Es considerado el segundo satélite peruano, lanzado desde el interior del PUCP-SAT-1 el 6 de diciembre de 2013. Con 96.9 gramos, es considerado el más pequeño del mundo hasta la fecha.
Su función principal es la transmisión de datos en código Morse para verificar la resistencia y vida útil de este tipo de satélites, y realizar comunicaciones intersatelitales con el PUCP-SAT-1.

### Ciencias de la Tierra Sólida
Desde el año 2010, el INRAS viene realizando investigaciones en Ciencias de la Tierra Sólida para lograr una mejor comprensión de los fenómenos que se manifiestan antes, durante y después de los movimientos sísmicos.
Esta área involucra el estudio de fenómenos que ocurren en la tierra sólida, con investigaciones que utilizan métodos experimentales y teóricos para el análisis y comprensión de los eventos que se suscitan debajo de la superficie terrestre. Esto engloba el estudio de procesos electromagnéticos, físicos, químicos y geológicos para lograr un mejor entendimiento de sus fundamentos y llegar a comprender en mayor medida sus consecuencias.
El principal proyecto dentro de esta área es Perú-Magneto, dedicado al estudio de precursores electromagnéticos de sismos.

#### Proyecto Perú-Magneto
El proyecto Perú-Magneto tiene como objetivo estudiar la relación entre fenómenos electromagnéticos y la actividad sísmica, con miras a contribuir al conocimiento global que conduzca, eventualmente, a un método fiable de predicción de sismos. Estas investigaciones se realizan en colaboración con la subdivisión QuakeFinder de la empresa americana Stellar Solutions (California, EE. UU.), quien ha donado 9 de los 10 magnetómetros requeridos para este estudio, los que permiten medir micropulsaciones del campo magnético local y enviar dicha información a los laboratorios del INRAS para análisis.
Otra rubro de investigación dentro del proyecto Perú-Magneto es el estudio de fenómenos de luminiscencia asociados a movimientos sísmicos. El instituto cuenta con una cámara que permite el registro continuo del cielo en búsqueda de luminiscencia presísmica y cosísmica (como la observada durante el terremoto del 15 de agosto de 2007, en Lima, Perú), lo que ha generado publicaciones relacionadas.
Se adjudica al proyecto Perú-Magneto la primera alerta temprana de sismos del mundo, realizada en el año 2010 para el sismo del 22 de octubre de ese mismo año, y comunicada con anterioridad de 15 días a las autoridades de la universidad.
Otras investigaciones en desarrollo durante 2014 son:
- El uso de radio receptores para la medición de variaciones electromagnéticas en banda de radio desde 3 kHz hasta 300 MHz.
- El estudio de emisiones en el infrarrojo (captadas por satélites de observación de la NASA).
- Experimentos de inducción eléctrica en placas metálicas colocadas en la tierra.

### Radioastronomía y astrofísica
Este proyecto tiene como objetivos la implementación de un radio observatorio de clase mundial, capaz de colaborar eficazmente en proyectos de gran envergadura. Para esto, se están adquiriendo equipos de alta tecnología (un reloj atómico, receptores de radio, computadoras, entre otros) con fondos obtenidos en el último concurso para fondos del FINCyT; paralelamente, se realiza la construcción de los primeros tres radiotelescopios del INRAS, así como investigaciones en astrofísica teórica y observacional.
No hay antecedentes de investigación de este tipo en el Perú y ninguna línea académica en universidades del país; estas investigaciones involucran una gran variedad de temas, como astrofísica, electrónica, telecomunicaciones, el diseño de antenas y alimentadores, entre otros.

#### Proyecto RT 3
El Proyecto RT-3 tiene como objetivo el diseño, construcción y puesta en funcionamiento de un radiotelescopio de 3 metros de diámetro, denominado RT-3. El reflector parabólico, las estructuras de montaje y los sistemas de posicionamiento del radiotelescopio fueron diseñados y construidos sobre la base de tesis de alumnos integrantes del instituto. Actualmente, el radiotelescopio no posee capacidad de posicionamiento automático, por estar en proceso de montaje y emplazamiento final, pero utiliza un alimentador diseñado para la línea espectral del hidrógeno.

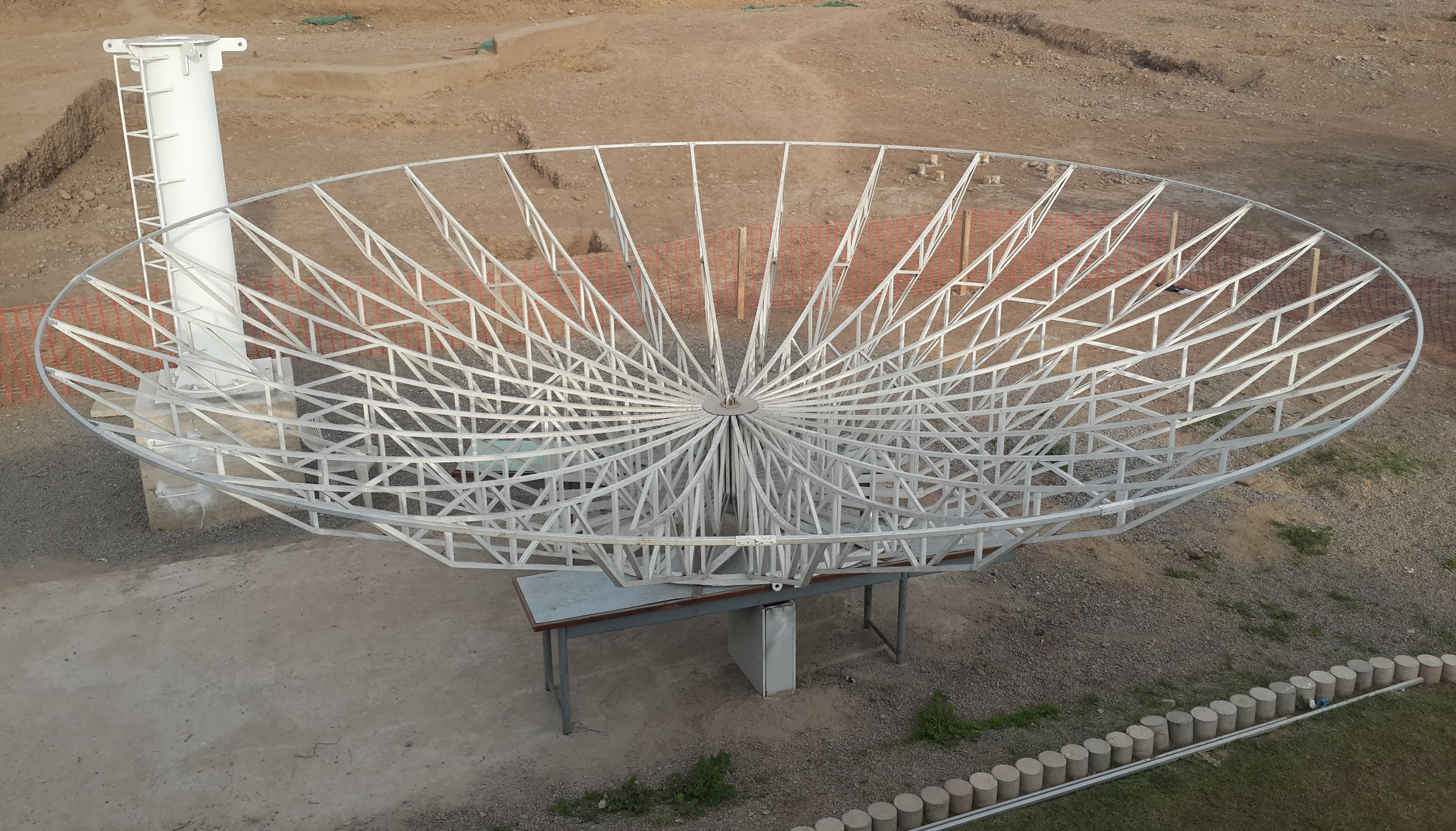
Ensamblaje del radiotelescopio RT 8 en el INRAS - PUCP.

#### Proyecto RT 8
El proyecto RT-8 busca el mejoramiento y puesta en operación de un radiotelescopio de 8 metros de diámetro, denominado RT-8, construido originalmente por el director del INRAS, el Dr. Jorge Heraud, para el Radio Club Peruano, organización que donó la antena al instituto a fines del 2012. Este telescopio estaba originalmente destinado a comunicaciones y rebote lunar, operando en frecuencias bajas (VHF y UHF), por lo que las estructuras y sus tolerancias están acorde a estas frecuencias. Sin embargo, actualmente se espera que, con el mejoramiento de su superficie, sus estructuras mecánicas y sus sistemas de posicionamiento, sea capaz de alcanzar frecuencias de observación en radio de hasta 10GHz. Por el momento, se encuentra en proceso final de reensamblaje y montaje en las inmediaciones de la PUCP.
Con este radiotelescopio se tiene previsto el estudio de radiofuentes específicas, como pulsares, radiogalaxias y NEOs, interferometría con radiotelescopios de menor envergadura, y la identificación y seguimiento de satélites.

#### Proyecto RT 20
El radiotelescopio de 20 metros de diámetro, denominado RT 20, será el más grande diseñado y construido enteramente en el país. Se estima que alcanzará frecuencias de observación de hasta 20 GHz. A febrero del 2014, el telescopio se encontraba en la etapa final de diseño mecánico para, posteriormente, iniciar su construcción en el campus de la universidad. Entre los principales proyectos se incluye el de interferometría de larga base con observatorios en el hemisferio norte, y, con ello, abrir el campo de radiociencia y astrofísica en el país.

#### Proyectos en Astrofísica
El instituto tiene proyectado el desarrollo del área de astrofísica con el estudio de diversos fenómenos vinculados a agujeros negros, núcleos galácticos y radiación sincrotrón, entre otros.
Hasta el año 2013 se realizaron algunas observaciones de la radiogalaxia Cygnus-A y experimentos de medición de las emisiones de radiación solar no térmica, estos últimos con el fin de estudiar el período de actividad. Paralelamente, se viene desarrollando un trabajo sobre la dinámica de los núcleos galácticos y los indicios de actividad como consecuencia de la dinámica en torno a los Agujeros Negros centrales.